# 石田信号所
石田信号所（いしだしんごうじょ）は、かつて富山県下新川郡石田村堀切にあった富山電気鉄道（現・富山地方鉄道）の信号所。本線と石田線（臨港線）の平面交差地点に設置されていた。

## 歴史
富山電気鉄道が魚津駅（現・新魚津駅）から北へ延伸する際、当初は黒部鉄道石田港駅に乗り入れる予定であったが、計画が変更され、同線および鉄道省北陸本線と交差して西三日市駅（現・電鉄黒部駅）に接続した。
北陸本線とは同線を跨ぐ立体交差（オーバーパス）で対応したが、黒部鉄道線とは平面交差となり、黒部鉄道側からの要請で交差地点に運転保安上の設備として設置されたのが石田信号所であった。
1940年（昭和15年）6月1日に石田線が廃止される。これにより平面交差が解消され、信号所も同時に廃止された。

## 隣の駅
富山電気鉄道
本線
経田駅 - （石田第二信号所） - （石田信号所） - 西三日市駅
富山電気鉄道
石田
生地口駅 - （石田信号所） - 堀切駅